# Schnaitheim
Die ehemalige Gemeinde Schnaitheim (schwäbisch: „Schnoida“), die 1910 nach Heidenheim an der Brenz eingemeindet wurde, ist dessen größter Stadtteil. Er grenzt im Süden direkt an den Stadtkern von Heidenheim an. Mit seinen Gewerbe- und Einkaufsgebieten ist er ein wichtiger Bestandteil der Infrastruktur Heidenheims.

## Geschichte
Als ältester Nachweis für die Anwesenheit von Menschen auf dem Gebiet der heutigen Gemeinde gilt der 1999 gefundene Faustkeil von Schnaitheim. Der Fundort des knapp 16 cm langen Steingeräts aus der Endphase des Neandertalers liegt an einem Sumpfgebiet im Gewann Winterhalde auf dem Moldenberg.

## Ortsteile

### Wehrenfeld
Der Ortsteil Wehrenfeld liegt auf dem Moldenberg und grenzt im Osten direkt an den Stadtkern von Schnaitheim an.
Der Moldenberg weist neben einem Naherholungsgebiet auch viele Sportmöglichkeiten im sogenannten Sportpark auf. Neben Tennis- und Fußballfeldern ist der Wehrenfelder Moldenberg der Hauptsitz des Sportvereins Schnaitheim (TSG Schnaitheim).

### Aufhausen
Aufhausen ist ein kleiner Ort mit ungefähr 450 Einwohnern. Neben der Kunstmühle Benz ist der Reit- und Fahrverein Aufhausen dort beheimatet.

### Mittelrain
Das Wohngebiet Mittelrain ist auf einer Anhöhe südwestlich vom Ortskern Schnaitheim gelegen und entstand zwischen den späten 1960er und frühen 1980er Jahren. Es ist verkehrstechnisch durch die Mittelrainstraße erschlossen, die das Gebiet nordöstlich umschließt und mit Schnaitheim im Osten und der Zanger Straße (K 3035) im Westen verbindet. Von dieser Erschließungsstraße gehen die als Sackgassen gestalteten Wohnstraßen ab.
Im Kernbereich des Wohngebietes gibt es eine Grundschule und ein Zentrum mit Kindergarten, Jugendhaus, Spielplatz, ökumenischem Gemeindezentrum und Einkaufsmöglichkeiten. Einzige industrielle Anlage ist das Heizkraftwerk, das das Gebiet mit Fernwärme versorgt.
Das Gebiet ist geprägt durch eine Mischung von Mehrfamilien-Geschossbauten, Hochhäusern im Nordwesten und Einfamilien-Bungalows, vorwiegend im Flachdach-Stil der 70er Jahre.

### Hagen
Da Schnaitheim durch die Bahnlinie mit eigenem Halt quasi geteilt wird, sprechen die Bürger Schnaitheims gern vom dunklen Hagen, da er am Hang eines Berges liegt und aufgrund der Lage nur relativ wenig Sonnenlicht abbekommt. Hauptsächlich dominieren im Hagen ältere Einfamilienhäuser aus den 1900er – 1950er Jahren.
Die Steigstraße mündet in die K3036, die links zum Mittelrain und rechts zum Königsbronner Teilort Zang führt. Links der Steigstraße Richtung Mittelrain/Zang befindet sich am Waldrand das Baugebiet Steigstraße mit Einfamilienhäusern aus den frühen 1990er Jahren und kleinen Reihenhäusern.
Direkt am Hagenberg liegt  ein mittlerweile nicht mehr in Betrieb befindlicher Steinbruch mit Grillplätzen inmitten von Wiesen, Feldern und Wald. Angrenzend ist im Winter der Skihang Schnaitheim mit Liftbetrieb und eine der größten Langlauf-Loipen im Heidenheimer Raum angelegt.

## Kultur und Sehenswürdigkeiten

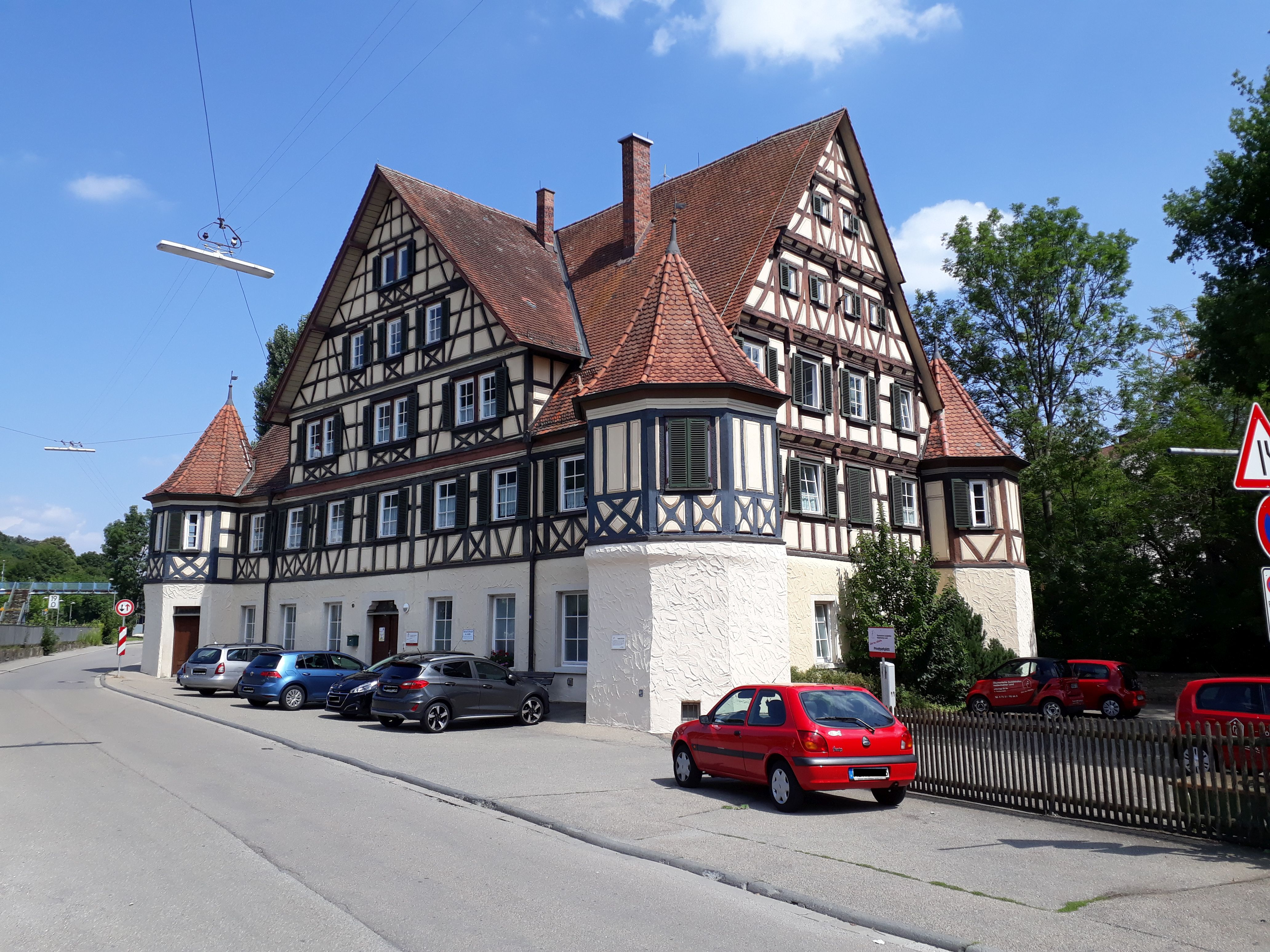
Schnaitheim Jagdschlössle

Direkt an der Brenz liegt das „Jagdschlössle“, oft auch nur „Schlössle“ genannt, ein ehemals von adligen Jägern bewohntes Gebäude, das derzeit vom Sängerbund Schnaitheim 1864 und der ökumenischen Sozialstation genutzt wird. Nur wenige hundert Meter entfernt liegt die Schnaitheimer Mühle mit ihrem Mühlrad, deren Betrieb jedoch schon seit einigen Jahren eingestellt ist. Die 1954 erbaute Betonbrücke über die Brenz schmücken zwei bronzene Figuren, die der Künstler Horst Solf „Begegnung“ nannte, gestiftet anlässlich der 75-jährigen Eingemeindung des Ortes.
Einige Schritte weiter findet sich dann der sogenannte „Sonnenpfad“ inklusive einer großen Sonnenuhr, direkt am Fluss gelegen. Nördlich, an der Aalener Straße Richtung Aufhausen, liegt eine evangelische Kirche des Kreises Heidenheim, die im Jahr 1470 erbaute Michaelskirche. Eine andere Kirche ist die Kirche im Wichernhaus.

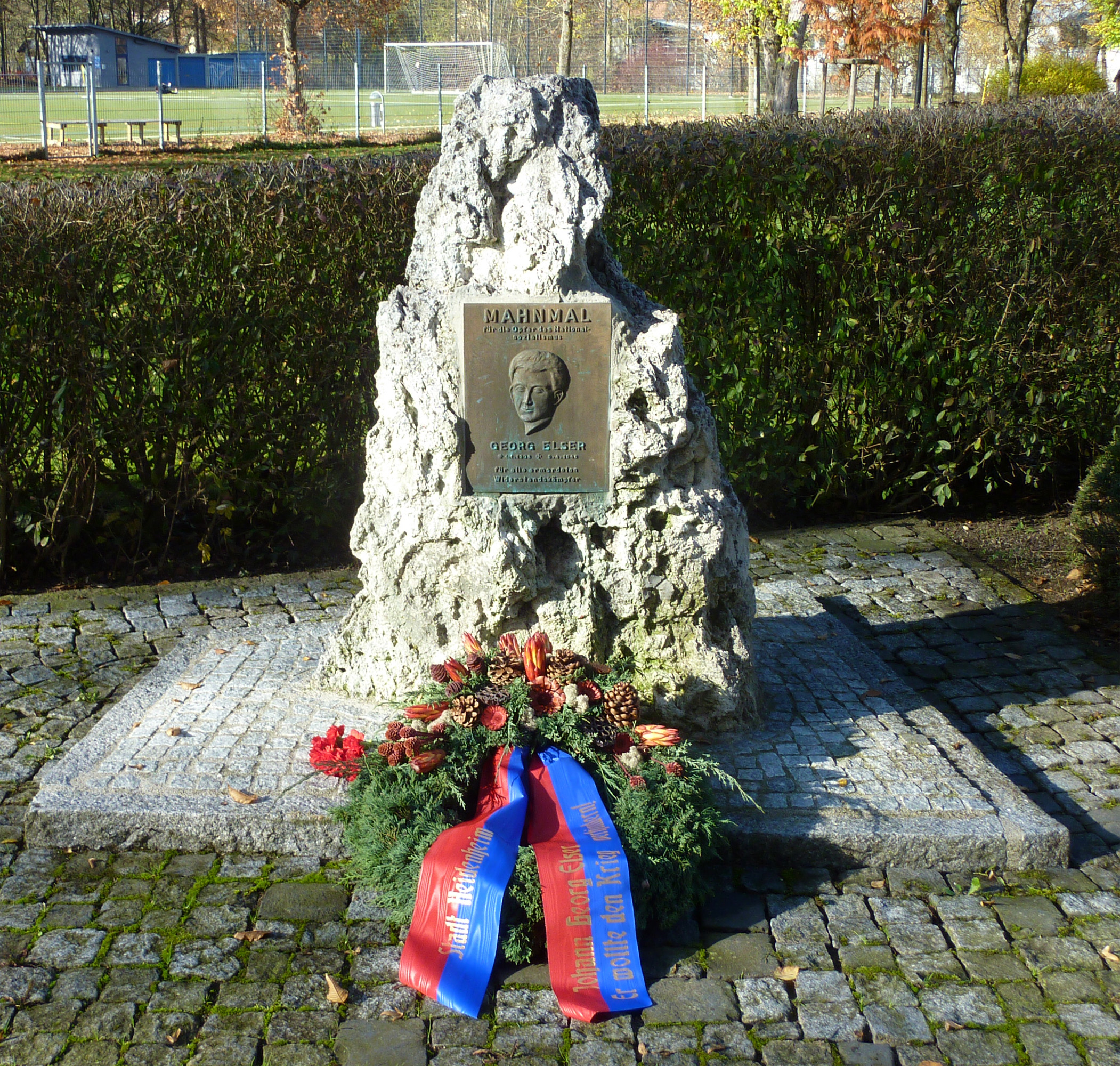
Georg-Elser-Gedenkstein

Georg Elser wohnte vom Mai bis Anfang August 1939 in der Benzstraße in Schnaitheim und bereitete dort sein Attentat auf Adolf Hitler am 8. November 1939 vor. 1971 wurde ein Park neben der Bundesstraße als Georg-Elser-Anlage benannt. 1972 wurde dort zum ersten Mal in Deutschland ein Denkmal für Elser errichtet.

### Sport
Die Turn- und Sportgemeinde Schnaitheim 1874 e. V. bietet in 14 Abteilungen und einzelnen Gruppen ihren ca. 2500 Mitgliedern ein differenziertes breiten- und wettkampforientiertes Angebot. Folgende Sportarten werden angeboten: American Football, Boule, Fußball, Handball, Leichtathletik, Rasenkraftsport, Schwimmen, Skifahren, Sportkegeln, Taekwondo, Tennis, Tischtennis, Turnen, Volleyball.
In Fachkreisen international bekannt ist Schnaitheim für seine Motocross-Veranstaltungen. Auf der Rennstrecke des MSC-Schnaitheim werden regelmäßig Läufe zur Deutschen Meisterschaft abgehalten. In der Vergangenheit fanden dort auch schon Rennen im Rahmen von Europameisterschaften und auch Weltmeisterschaften statt.

### Schule
Die Grund- und Werkrealschule Hirscheck befindet sich am Sportplatz und an der Brenz in Schnaitheim. Die Schule ist eine der ersten Werkrealschulen, die die Montessoripädagogik anbietet.
Im Wohngebiet Mittelrain werden etwa 80 Schüler an der Grundschule Mittelrain unterrichtet. Sie besitzt vier Montessori-Klassen. Rektorin ist Lea Gnosa. Es besteht eine Kooperation mit der Westschule Heidenheim und dem Grünewald-Kindergarten. Unterrichtet werden die Fächer Deutsch, Mathematik, Englisch, Religion sowie die Fächerverbünde Mensch, Natur, Kultur (MNK), Heimat- und Sachkunde (HuS) sowie Bewegung, Sport, Spiel (BSS). Außerdem existiert ein Angebot an Arbeitsgemeinschaften wie z. B. Robotik und eine allgemeine Hausaufgabenbetreuung.

## Persönlichkeiten
- August Meyer (1832–unbekannt), württembergischer Oberamtmann
- Wilhelm Benz (1868–1954), Politiker, Landtagsabgeordneter
- Karl Birkhold (* 1921), Vertriebsdirektor, Vorstandsmitglied bei der Bundesvereinigung Verbandmittel und Medicalprodukte und bei Paul Hartmann
- Siegfried Pommerenke (1933–2016), Politiker (SPD) und Gewerkschafter. Er lebte unter anderem in Schnaitheim.

## Sonstiges
Schnaitheim war Ausgangspunkt des Mordfalls Maria Bögerl im Mai 2010, der bisher nicht aufgeklärt werden konnte.